# Maikop
Maikop (russisch Майко́п; adygeisch Мыекъуапэ/Myekuapje) ist eine Stadt im südlichen Russland, etwa 1250 km Luftlinie südlich von Moskau. Sie ist die Hauptstadt der Republik Adygeja im Föderationskreis Südrussland und hat 144.249 Einwohner (Stand 14. Oktober 2010).
Der Name Maikop (bzw. Myekuapje) hat seinen Ursprung im Adygeischen (Tscherkessischen) und bedeutet Tal der Äpfel.

## Geographie und Klima
Die Stadt liegt am Übergang vom hügeligen Kaukasusvorland in die Kubanniederung am Fluss Belaja. Die nächstgelegene Stadt ist Beloretschensk 24 km nordwestlich von Maikop in der benachbarten Region Krasnodar.
|                       | Jan  | Feb  | Mär  | Apr  | Mai  | Jun  | Jul  | Aug  | Sep  | Okt  | Nov  | Dez  |   |      |
| Mittl. Tagesmax. (°C) | 3,9  | 5,8  | 11,0 | 18,2 | 22,6 | 26,2 | 28,9 | 28,5 | 24,3 | 17,6 | 12,3 | 6,9  | ⌀ | 17,2 |
| Mittl. Tagesmin. (°C) | −4,9 | −3,3 | 0,4  | 6,9  | 11,0 | 14,4 | 16,7 | 16,0 | 11,9 | 6,3  | 2,8  | −1,3 | ⌀ | 6,5  |
|                       |      |      |      |      |      |      |      |      |      |      |      |      |   |      |
| Niederschlag (mm)     | 60   | 41   | 51   | 58   | 73   | 89   | 70   | 58   | 62   | 66   | 75   | 69   | Σ | 772  |
|                       |      |      |      |      |      |      |      |      |      |      |      |      |   |      |
| Regentage (d)         | 8    | 7    | 8    | 8    | 8    | 9    | 7    | 6    | 7    | 7    | 9    | 10   | Σ | 94   |

| −4,9 |

| −3,3 |

| 0,4 |

| 6,9 |

| 11,0 |

| 14,4 |

| 16,7 |

| 16,0 |

| 11,9 |

| 6,3 |

| 2,8 |

| −1,3 |

| −4,9 |

| −3,3 |

| 0,4 |

| 6,9 |

| 11,0 |

| 14,4 |

| 16,7 |

| 16,0 |

| 11,9 |

| 6,3 |

| 2,8 |

| −1,3 |

## Geschichte
Der 1897 ausgegrabene Kurgan von Maikop wurde namengebend für die kupferzeitliche Maikop-Kultur mit reich ausgestatteten Wagengräbern und regen Handelsverbindungen nach Mesopotamien und dem Iran.
Das heutige Maikop wurde 1857 auf adygejischem Gebiet am Fluss Belaja als russische Festung gegründet. Im Kaukasuskrieg erlangte sie strategische Bedeutung bei der Eroberung des Territoriums der Tscherkessen durch das Zarenreich. 1870 wurde Maikop zur Stadt erklärt. 1911 wurde in der Umgebung von Maikop Erdöl entdeckt, woraus sich bald eines der Zentren der kaukasischen Erdölförderung entwickelte.
Im Zweiten Weltkrieg wurde Maikop am 9. August 1942 im Zuge des Unternehmens Blau von der Wehrmacht besetzt. Während der deutschen Besetzung versuchte die Technische Brigade Mineralöl erfolglos, die zuvor beim sowjetischen Rückzug zerstörten Ölförderanlagen in Maikop wieder in Gang zu bringen. Die Deutschen beabsichtigten, auch die Ölfördergebiete von Grosny und Baku einzunehmen. Der Vorstoß blieb jedoch zum Jahresende 1942 bei Wladikawkas stecken. Im Januar 1943 begann der deutsche Rückzug, so dass Maikop wenig später von den sowjetischen Streitkräften befreit werden konnte.
Von 1936 bis 1991 war Maikop die Hauptstadt des Adygejischen autonomen Gebietes der RSFSR, seit 1991 der Republik Adygeja innerhalb der Russischen Föderation.

## Bevölkerung
Von den etwa 144.000 Einwohnern im Jahr 2010 waren zirka 64 % ethnische Russen, 20,3 % Adygejer, 5 % Armenier und 2,5 % Ukrainer. Die restlichen 8,2 % setzten sich aus anderen Minderheiten zusammen, darunter etwa Abchasen oder Tataren.

### Bevölkerungsentwicklung
| Jahr | Einwohner |
| ---- | --------- |
| 1897 | 34.327    |
| 1939 | 55.871    |
| 1959 | 82.135    |
| 1970 | 110.212   |
| 1979 | 127.828   |
| 1989 | 148.608   |
| 2002 | 156.931   |
| 2010 | 144.249   |

Anmerkung: Volkszählungsdaten

## Bildung
Maikop ist Sitz einer Universität, einer technischen Universität und anderer Bildungseinrichtungen, darunter einer Filiale der Südrussischen Staatlichen Technischen Universität.

## Wirtschaft
Nach der Erschließung von Ölvorkommen in und um die Stadt hat sich Maikop zu einer der großen Erdölförderstätten in der Sowjetunion bzw. in Russland entwickelt.
Die wichtigsten weiteren Wirtschaftszweige sind Lebensmittelverarbeitung und Holzindustrie.

## Religion

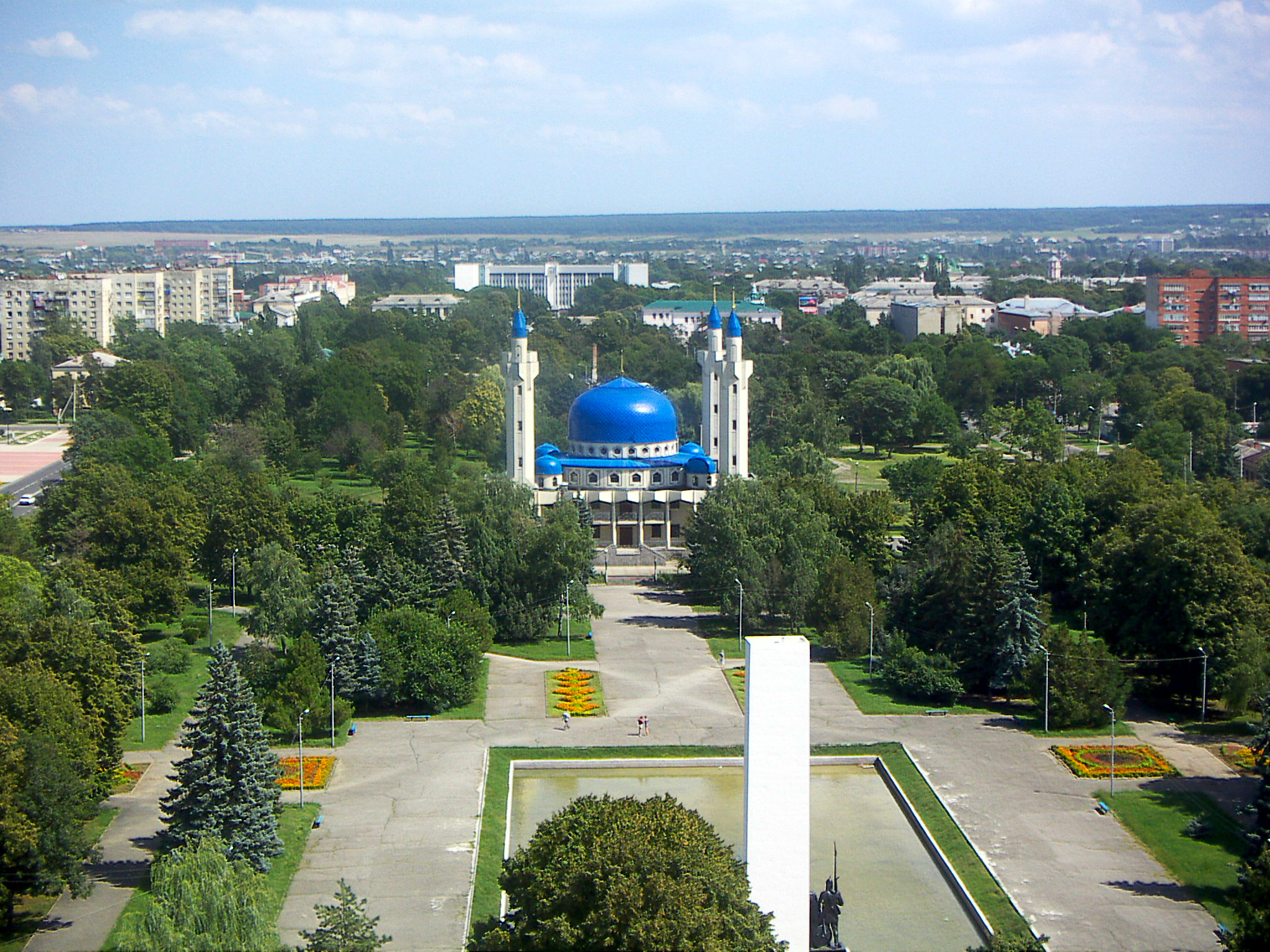
Moschee Maikop

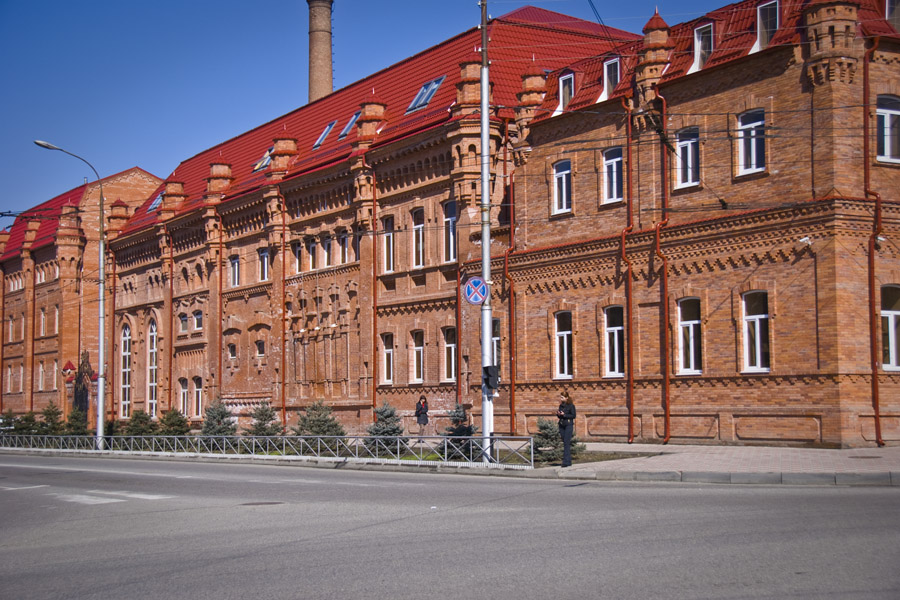
Städtische Brauerei

In Maikop befinden sich eine große Moschee sowie zahlreiche orthodoxe Kirchen.

## Sport
Im Fußball ist die Stadt durch den Verein Druschba Maikop vertreten.

## Söhne und Töchter der Stadt
- Konstantin Wassiljew (1942–1976), Maler
- Nikolai Gluschkow (1949–2018), Manager
- Wladimir Newsorow (* 1952), Judoka und Olympiasieger 1976
- Anna Karejewa (* 1977), Handballspielerin
- Jana Uskowa (* 1985), Handballspielerin und -trainerin
- Wiktorija Kalinina (* 1988), Handballspielerin und Olympiasiegerin 2016
- Aidamir Mugu (* 1990), Sänger
- Alexander Jewtuschenko (* 1993), Radsportler
- Nikita Kutscherow (* 1993), Eishockeyspieler